# Rikskommissariatet Norge
Rikskommissariatet Norge (tyska: Reichskommissariat Norwegen, formellt Reichskommissariat für die besetzten norwegischen Gebiete), var under andra världskriget den tyska civila ockupationsregeringen i Norge. Rikskommissarie var Josef Terboven.

## Administration
Rikskommissariatet hade tre huvudavdelningar:
- Avdelningen för förvaltning: Karl Eugen Dellenbusch, från 1941 Hans-Reinhard Koch
- Avdelningen för propaganda och press: Georg Wilhelm Müller
- Avdelningen för näringsliv: Carlo Otte

Högre SS- och polischef Nord med tjänstesäte i Oslo
- Fritz Weitzel: 20 april 1940 — 19 juni 1940
- Wilhelm Rediess: 19 juni 1940 — 8 maj 1945

SS- och polischef Nord-Norwegen
- Heinz Roch: 21 november 1944 — maj 1945

SS- och polischef Mitte-Norwegen
- Richard Kaaserer: 28 november 1944 — maj 1945

SS- och polischef Süd-Norwegen
- Jakob Sporrenberg: 21 november 1944 — maj 1945

### Fotnoter
1. ↑  Lars Ericson Wolke (10 oktober 2018). ”Drabbades Danmark eller Norge värst av ockupationen?” (på svenska). Populär historia. https://popularhistoria.se/krig/andra-varldskriget/drabbades-danmark-eller-norge-varst-av-ockupationen. Läst 18 december 2018.